# Alexander Dianin
Alexander Pavlovich Dianin ( em russo:  Александр Павлович Дианин  ; 20 de abril de 1851 - 6 de dezembro de 1918) era um químico russo de São Petersburgo. Ele realizou estudos sobre fenóis e descobriu um derivado de fenol agora conhecido como bisfenol A e o composto de Dianin em conformidade. Ele era casado com a filha adotiva do colega químico Alexander Borodin. Em 1887, Dianin sucedeu seu sogro como presidente do Departamento de Química da Academia Médico-Cirúrgica Imperial de São Petersburgo (agora a Academia Médica Militar SM Kirov ).

## Bisfenol A e composto de Dianin
O método de Dianin para preparar o bisfenol A de 1891 continua sendo a abordagem mais conhecida para este importante composto  embora o método tenha sido refinado para síntese em escala industrial. Envolve a condensação catalisada de uma mistura 2:1 de fenol e acetona na presença de ácido clorídrico concentrado ou ácido sulfúrico. A reação ocorre prontamente à temperatura ambiente, produzindo um produto bruto contendo uma grande variedade de produtos secundários (incluindo o composto de Dianin ) em questão de horas. A equação geral é simples, com a água como único subproduto:
Mecanisticamente, o catalisador ácido converte a acetona em um íon carbênium que passa por uma reação eletrofílica de substituição aromática com o fenol, produzindo predominantemente produtos para- substituídos. Uma segunda espécie de carbênium é produzida por protonação e perda do grupo hidroxila alifático, levando ao bisfenol A (4,4'-isopropilidenodifenol) após uma segunda reação de substituição aromática. O processo não é muito seletivo e é conhecido um grande número de produtos menores e reações colaterais.

Estrutura do composto de Dianin, um produto secundário croman da síntese de bisfenol A de Dianin.

Os produtos secundários que são isômeros do bisfenol A resultam da formação de produtos substituídos orto e incluem os isômeros 2,2'- e 2,4'- do isopropilidenodifenol. Outras reações colaterais incluem a formação de trifenol I, 4,4 '- (4-hidroxi- m- fenilenodiisopropilideno) difenol, do ataque de um eletrófilo de carbênium a uma molécula de bisfenol A e a formação de trifenol II, 4,4', 4 '' - (2-metil-2-pentanil-4-ilideno) trifenol, quando uma reação de eliminação converte o carbênio em uma olefina reativa. A dimerização catalisada de acetona por meio de uma condensação de aldol é bem conhecida e produz álcool diacetona e (por desidratação ) óxido de mesitil em condições ácidas e básicas.   A geração in situ de óxido de mesitil adiciona outra olefina reativa à mistura. Nos casos em que uma fração olefínica pode interagir com um grupo hidroxila fenólico (normalmente como resultado da substituição orto- orbital), ocorrem reações rápidas de ciclização produzindo flavans e cromans.  Esta é a fonte do composto de Dianin na mistura, e Dianin posteriormente demonstrou que o composto pode ser produzido com um rendimento muito maior reagindo o fenol diretamente com o óxido de mesitil. Trabalhos posteriores mostraram que a produção de bisfenol A pode ser muito mais seletiva usando uma mistura de reação com um excesso considerável de fenol em vez de uma composição estequiométrica 2:1, suprimindo bastante as reações colaterais.